# Juan Fernández (Rennfahrer)

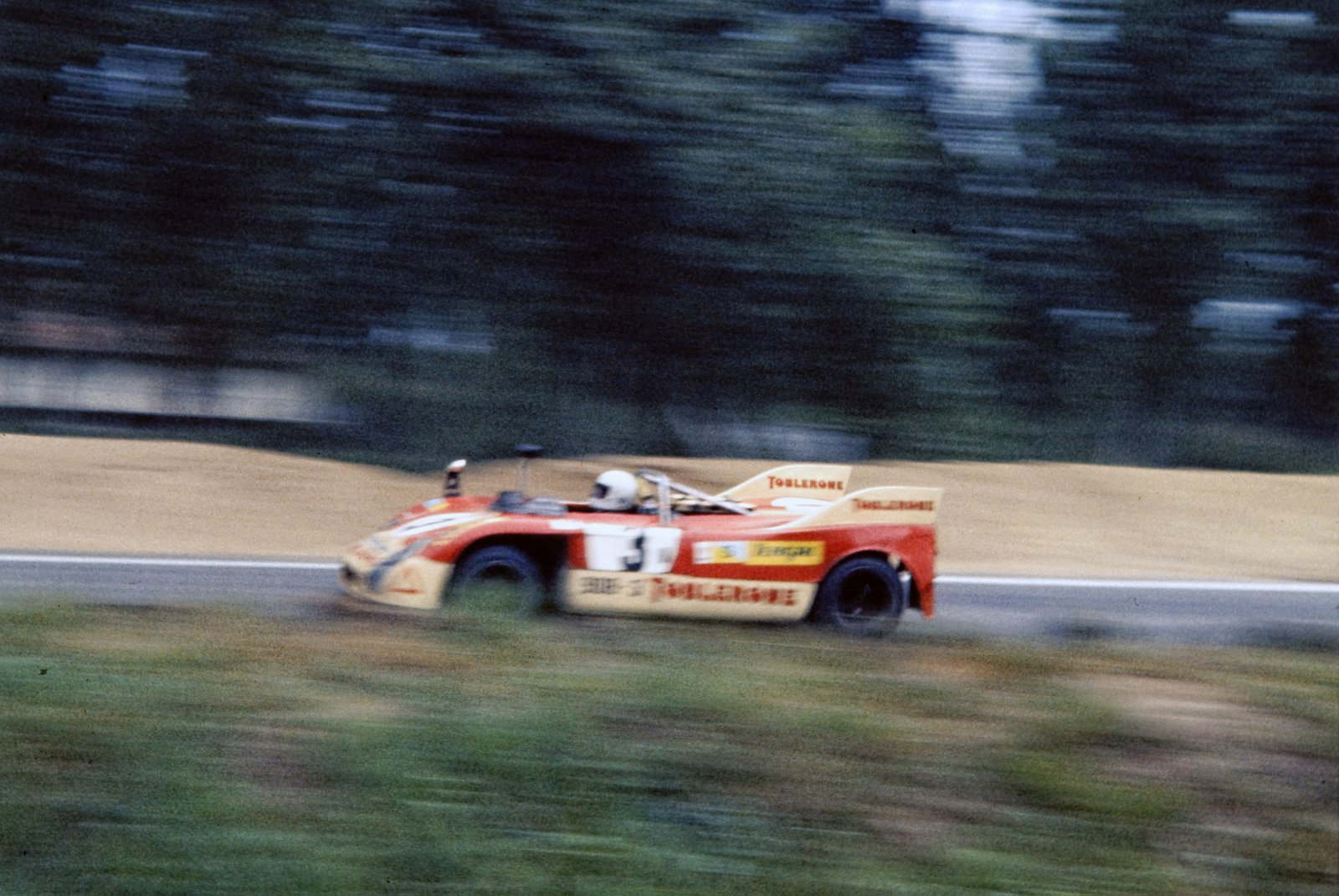
Der Porsche 908/3 von Francisco Torredemer, Bernard Chenevière und Juan Fernández beim 24-Stunden-Rennen von Le Mans 1973

Juan Alfonso Fernández Garcia (* 13. Februar 1930 in Sabadell; † 22. Juni 2020 edenda) war ein spanischer Autorennfahrer und der ältere Bruder von José-Maria Fernández.

## Karriere als Rennfahrer
Juan Fernández war viele Jahre im Sportwagensport aktiv. In den frühen 1970er-Jahren fuhr er regelmäßig in der Sportwagen-Weltmeisterschaft und war insgesamt sechsmal beim 24-Stunden-Rennen von Le Mans am Start. Sein Debüt gab er 1970 und sein bestes Ergebnis war der fünfte Gesamtrang 1973.

## Statistik

### Le-Mans-Ergebnisse
| Jahr | Team                         | Fahrzeug       | Teamkollege          | Teamkollege        | Platzierung | Ausfallgrund    |
| ---- | ---------------------------- | -------------- | -------------------- | ------------------ | ----------- | --------------- |
| 1970 | Escuderia Montjuich          | Ferrari 512S   | José Juncadella      |                    | Ausfall     | Unfall          |
| 1972 | Escuderia Montjuich          | Porsche 908/03 | Francisco Torredemer | Eugenio Baturone   | Ausfall     | Unfall          |
| 1973 | Escuderia Montjuich - Tergal | Porsche 908/03 | Francisco Torredemer | Bernard Chenevière | Rang 5      |                 |
| 1974 | Écurie Tibidabo              | Porsche 908/03 | Francisco Torredemer | Bernard Tramont    | Ausfall     | Getriebeschaden |
| 1977 | Escuderia Montjuich          | Porsche 934    | Raphael Tarradas     | Eugenio Baturone   | Ausfall     | Motorschaden    |
| 1981 | Team Lola                    | Lola T600      | Emilio de Villota    | Guy Edwards        | Rang 15     |                 |

### Einzelergebnisse in der Sportwagen-Weltmeisterschaft
| Saison | Team                                    | Rennwagen                       | 1   | 2   | 3   | 4   | 5   | 6   | 7   | 8   | 9   | 10  | 11  | 12  | 13  | 14  | 15  |
| ------ | --------------------------------------- | ------------------------------- | --- | --- | --- | --- | --- | --- | --- | --- | --- | --- | --- | --- | --- | --- | --- |
| 1969   | Nick Gold                               | Porsche 906                     | DAY | SEB | BRH | MON | TAR | SPA | NÜR | LEM | WAT | ZEL |     |     |     |     |     |
| 1969   | Nick Gold                               | Porsche 906                     | DNF |     |     |     |     |     |     |     |     |     |     |     |     |     |     |
| 1970   | Escuderia Montjuich                     | Ferrari 512S                    | DAY | SEB | BRH | MON | TAR | SPA | NÜR | LEM | WAT | ZEL |     |     |     |     |     |
| 1970   | Escuderia Montjuich                     | Ferrari 512S                    |     |     |     |     | DNF |     |     |     |     |     |     |     |     |     |     |
| 1972   | Escuderia Montjuich                     | Porsche 908                     | BUA | DAY | SEB | BRH | MON | SPA | TAR | NÜR | LEM | ZEL | WAT |     |     |     |     |
| 1972   | Escuderia Montjuich                     | Porsche 908                     | 6   | DNF |     |     |     |     |     |     | DNF |     |     |     |     |     |     |
| 1973   | Porsche Club Romand Escuderia Montjuich | Porsche 908                     | DAY | VAL | DIJ | MON | SPA | TAR | NÜR | LEM | ZEL | WAT |     |     |     |     |     |
| 1973   | Porsche Club Romand Escuderia Montjuich | Porsche 908                     |     | 9   | 8   | DNF |     |     |     | 5   |     |     |     |     |     |     |     |
| 1974   | Écurie Tibidabo Porsche Club Romand     | Porsche 908 Porsche Carrera RSR | MON | SPA | NÜR | IMO | LEM | ZEL | WAT | LEC | BRH | KYA |     |     |     |     |     |
| 1974   | Écurie Tibidabo Porsche Club Romand     | Porsche 908 Porsche Carrera RSR |     |     |     |     | DNF | 16  |     |     |     |     |     |     |     |     |     |
| 1981   | Lola                                    | Lola T600                       | DAY | SEB | MUG | MON | RIV | SIL | NÜR | LEM | PER | DAY | WAT | SPA | MOS | ROA | BRH |
| 1981   | Lola                                    | Lola T600                       |     |     |     |     | 15  |     |     |     |     |     |     |     |     |     |     |